# Lkhagvadulam Purev-Ochir
Lkhagvadulam Purev-Ochir est une réalisatrice et scénariste mongole, née en 1989.

## Biographie
Lkhagvadulam Purev-Ochir naît en 1989, en Mongolie. Elle y grandit jusqu'à l'âge de 10 ans avant de passer plusieurs années aux États-Unis, où son père est allé étudier. Jeune, elle étudie en Turquie et au Portugal.
Elle réalise d'abord deux courts métrages : Shiluus (2020), présenté en compétition au Festival de Cannes et lauréat du prix du meilleur court métrage asiatique du Festival international du film de Busan, puis Snow in September (2022), qui reçoit le prix Orizzonti du meilleur court métrage à la Mostra de Venise et le prix du meilleur court métrage au festival international du film de Toronto. 
En 2023 sort son premier long métrage, Un jeune chaman, avec l’acteur Tergel Bold-Erdene, qui remporte le prix d’interprétation masculine à la Mostra de Venise.